# امبروس اکینموسایر
امبروس اکینموسایر (انگلیسی: Ambrose Akinmusire؛ زادهٔ ۱ مهٔ ۱۹۸۲) موسیقی‌دان اهل ایالات متحده آمریکا است.